# Rosendalen

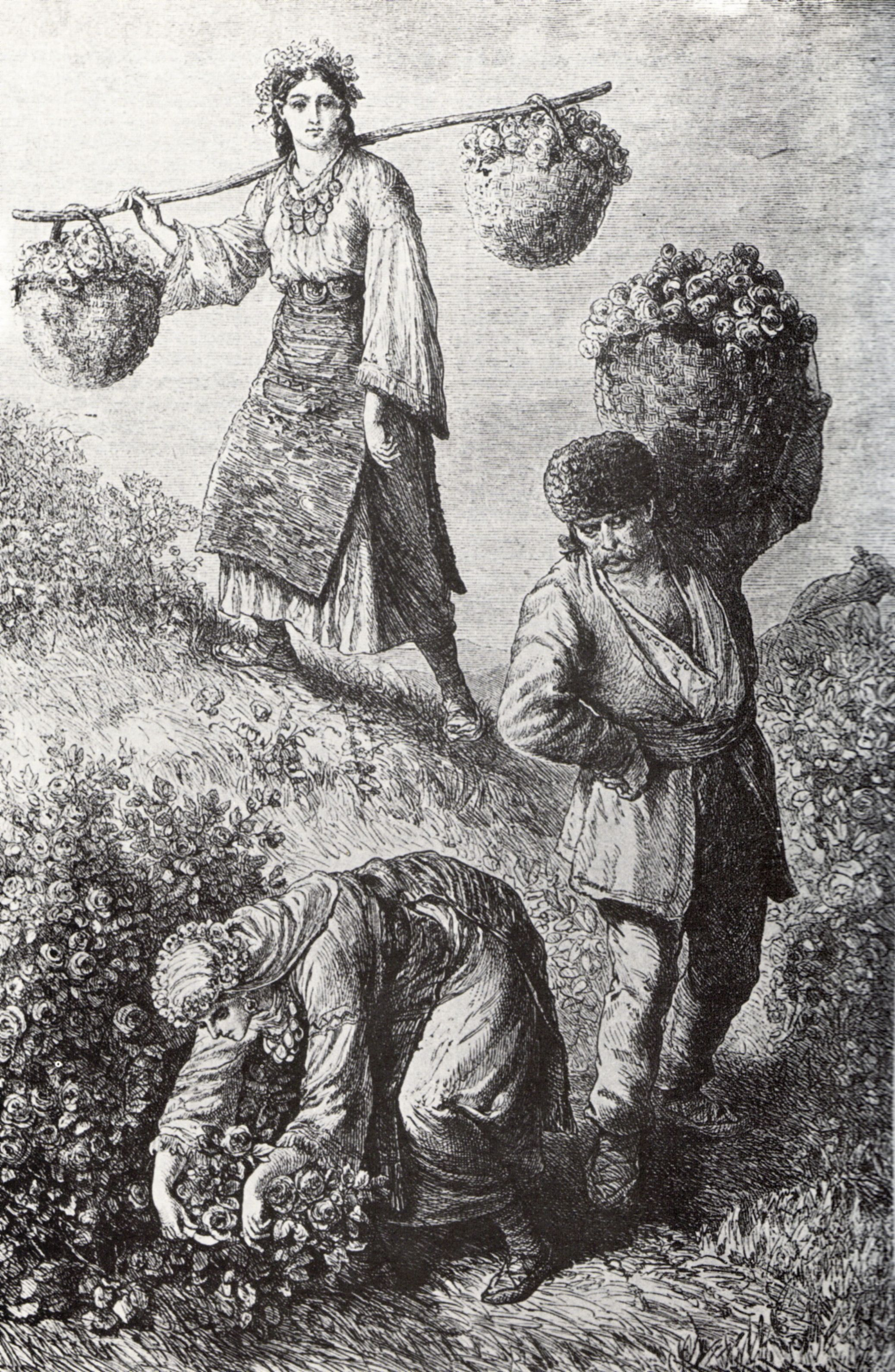
Rosenodling 1879

Rosendalen, bulgariska Розова долина, Rozova dolina, ligger i Bulgarien i området nära Kazanlăk, och där har man odlat rosor i över 300 år.